# Eduard von Gebhardt

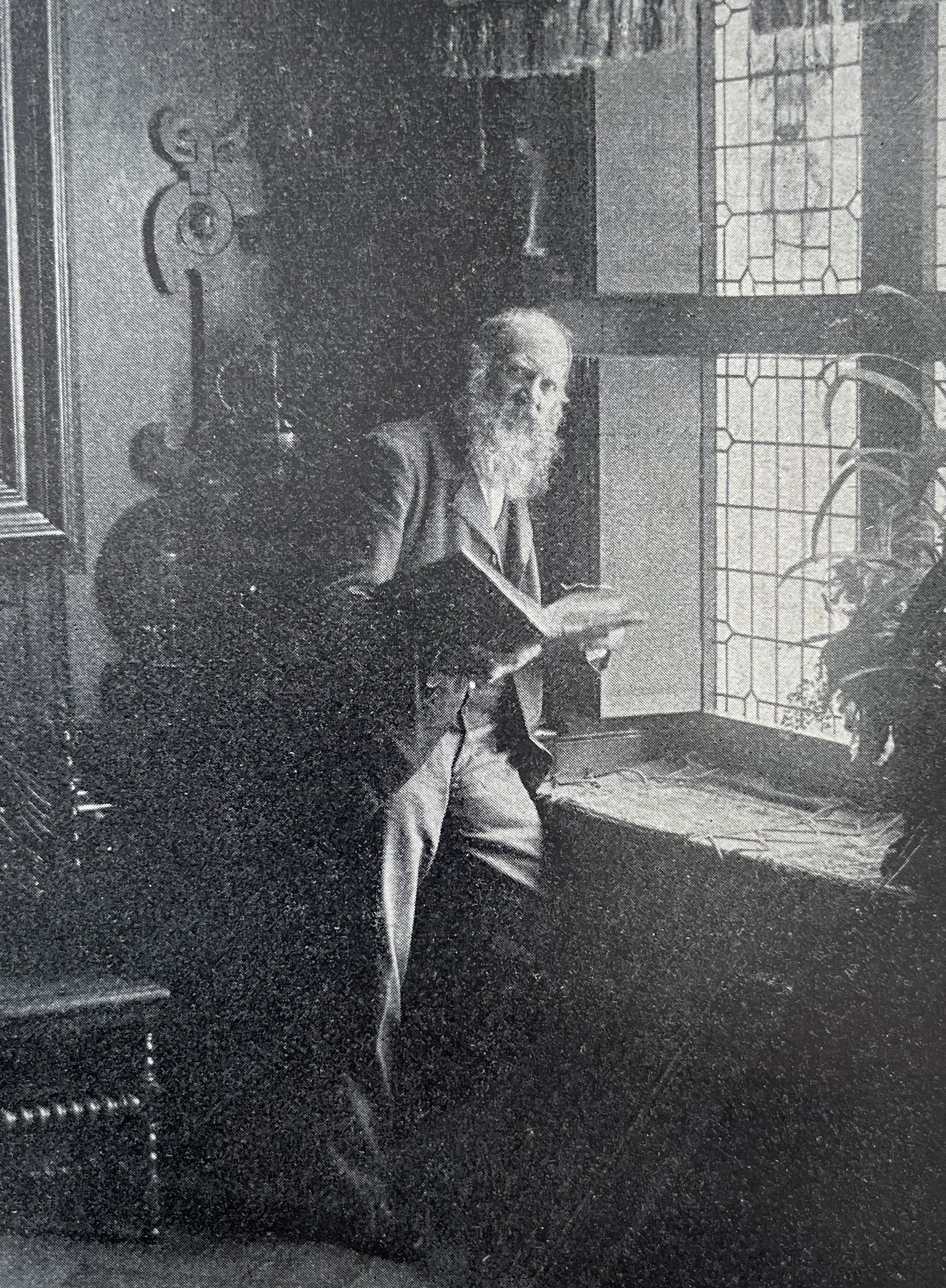
Eduard von Gebhardt

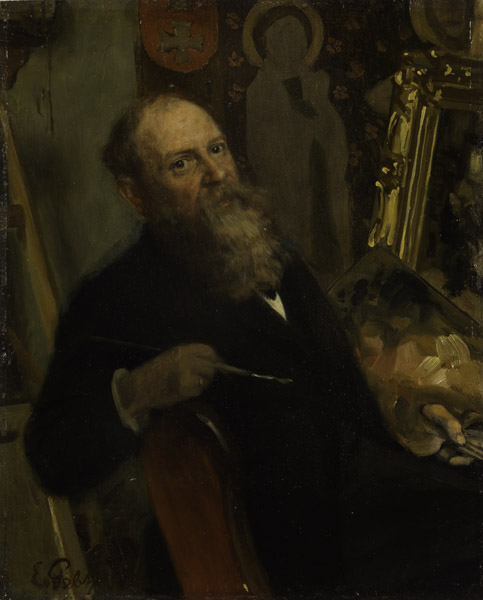
Eduard von Gebhardt, Selbstporträt, Estnisches Kunstmuseum

Franz Karl Eduard von Gebhardt (* 13. Juni 1838 in Sankt Johannis, Gouvernement Estland; † 3. Februar 1925 in Düsseldorf), war ein deutschbaltischer Maler und Professor an der Kunstakademie Düsseldorf. Er gilt als bedeutender Vertreter der Bildnis- und Historienmalerei der Düsseldorfer Schule.

## Leben

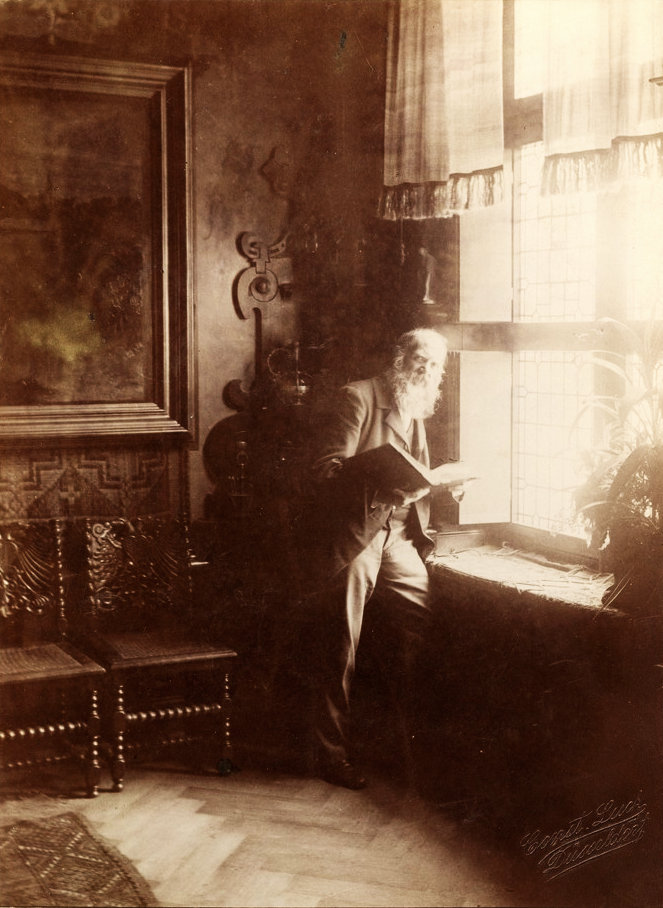
Eduard von Gebhard, Foto von Constantin Luck, Düsseldorf

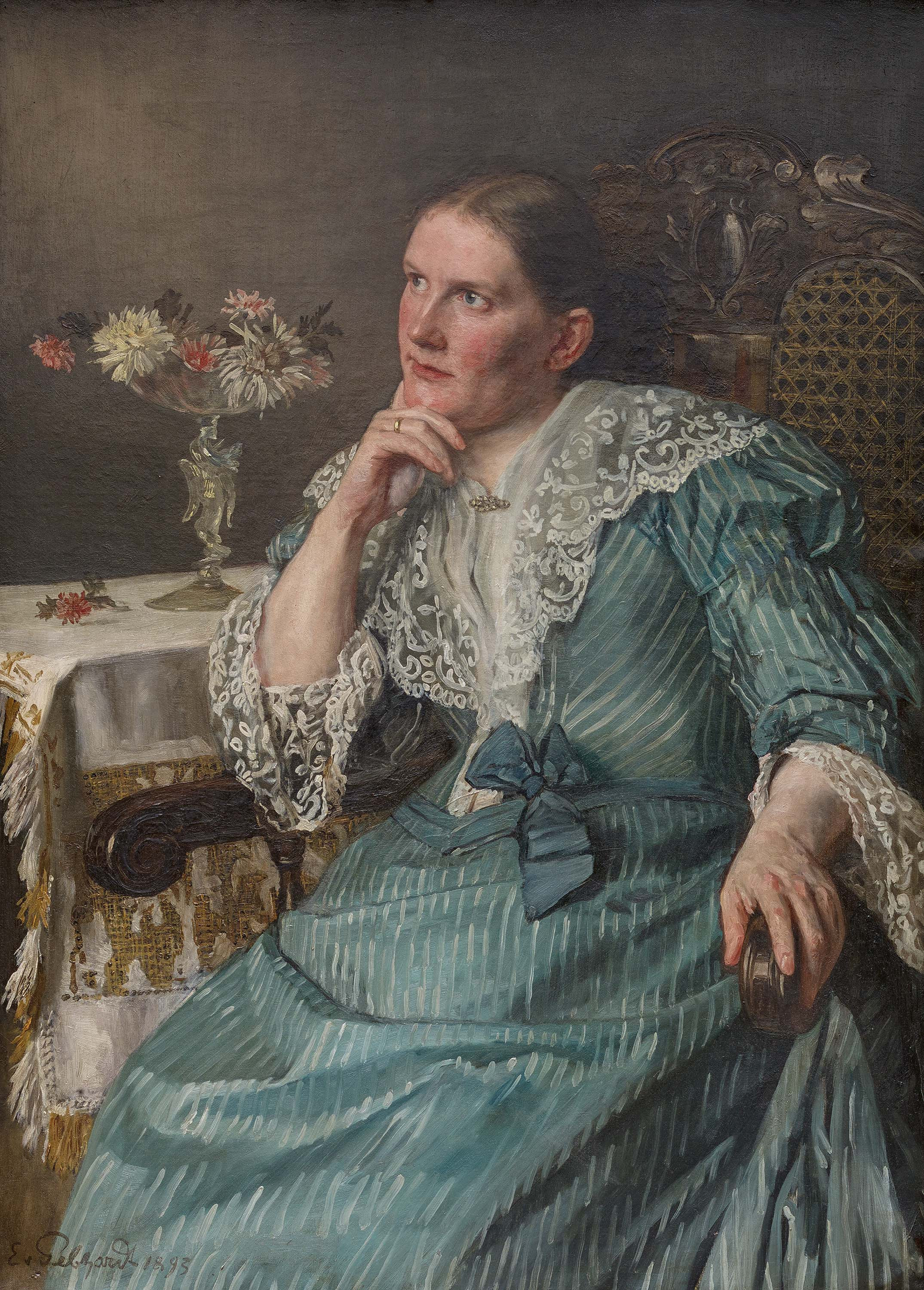
Bildnis der Gattin Klara, geborene Jungnick, 1893

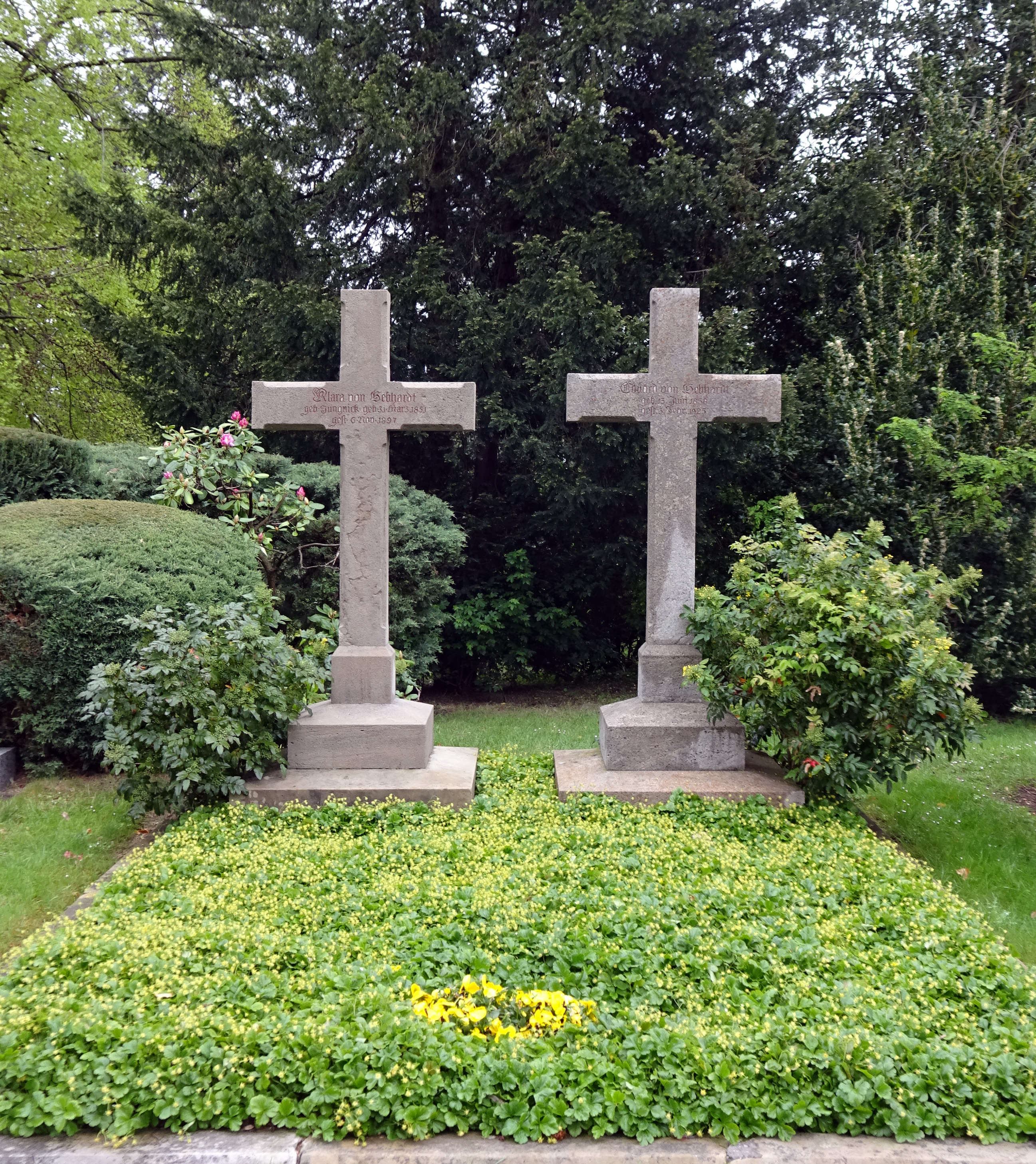
Grabstätte Eduard und Klara von Gebhardt (2019)

Gebhardt war der Sohn von Ferdinand Theodor von Gebhardt (1803–1869), Propst und Konsistorialrat in Reval, und der Wilhelmine (1808–1880), genannt Minna, eine geborene von Glehn. Nach dem Gymnasium besuchte er seit seinem 16. Lebensjahr drei Jahre lang die Akademie von St. Petersburg und brachte dann zwei Jahre teils auf Reisen, teils in Karlsruhe zu, wo er die Kunstschule besuchte. 1860 kam er nach Düsseldorf, wo er Schüler Wilhelm Sohns wurde und bei demselben solche Förderung fand, dass er in Düsseldorf zu bleiben beschloss und in Freundschaft unmittelbarer Nachbar von Sohn auf der Rosenstraße wurde. Einige Häuser weiter hatten die Maler Ernest Preyer, Otto Rethel, Ernst Bosch und Heinrich Mücke Wohnungen und Ateliers. 1905 wurde er als assoziiertes Mitglied in die Académie royale des Sciences, des Lettres et des Beaux-Arts de Belgique (Classe des Beaux-Arts) aufgenommen; 1919 wurde seine Mitgliedschaft gelöscht.
Gebhardt wurde 1873 Professor an der Düsseldorfer Akademie und bildete als solcher zahlreiche Schüler heran. Anlässlich seines 70. Geburtstages veranstaltete die Galerie Eduard Schulte in Berlin eine große Gebhardt-Ausstellung.
Auf der Großen Berliner Kunstausstellung erhielt Gebhardt 1918 eine Goldmedaille, 1925 wurde er durch eine Gedächtnisausstellung gewürdigt. Die Stadt Düsseldorf verlieh ihm die Ehrenbürgerwürde. Auf dem Millionenhügel (Feld 62) des Nordfriedhofs Düsseldorf liegt das Grab der Gebhardts.
Nach seinem Tode wurde sein Haus auf der Rosenstraße Nr. 41 ein Altersheim für Künstler des Verein der Düsseldorfer Künstler zur gegenseitiger Unterstützung und Hilfe, dessen Mitglied er gewesen war. In Essen, in Solingen und in Wuppertal ist eine Gebhardtstraße nach ihm benannt.

## Wirken
Seine Neigung war, schon durch seine Erziehung, von Anfang an auf religiöse Themen gerichtet, doch wollte er der religiösen Malerei, im Zusammenhang mit der realistischen Kunstanschauung seiner Zeit, einen nationalen Inhalt geben. In Werken wie Die Auferweckung des Lazarus (1896) behandelte er die biblischen Szenen vom Standpunkt der niederländischen und deutschen Meister des 15. und 16. Jahrhunderts, indem er den Figuren nicht nur die Tracht und die äußere Erscheinung der Menschen jener Epoche gab, sondern sie auch nach den künstlerischen Mustern der Zeit charakterisierte.
Meyers Großes Konversations-Lexikon von 1907 bewertete sein Werk entsprechend: „Was er dadurch an Tiefe, Schlichtheit und Wahrheit der Empfindung gewann, gab er an Schönheit und Idealität der Darstellung auf, weshalb seine Schöpfungen ebenso heftige Gegner wie eifrige Bewunderer gefunden haben. Doch haben sich in neuerer Zeit diese Gegensätze durch den Umschwung der Kunstanschauung zum Realismus ausgeglichen, und der Ernst Gebhardtscher Darstellung findet allgemeine Anerkennung.“
Er gehörte zur Auswahl zeitgenössischer Künstler, die das „Komité zur Beschaffung und Bewertung von Stollwerckbildern“ dem Kölner Schokoladeproduzenten Ludwig Stollwerck zur Beauftragung für Entwürfe vorschlug. Zur Jahrhundertwende 1900 entwarf Eduard Gebhardt das Lukas-Schutzzeichen für alle Produkte der Lukas Künstlerfarben der Künstlerfarben- und Maltuchfabrik Dr. Fr. Schoenfeld & Co. in Düsseldorf.

## Werke

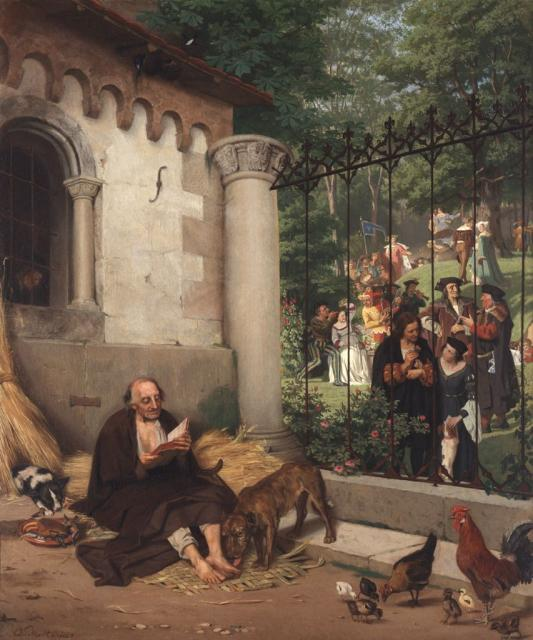
Der reiche Mann und der arme Lazarus (1865)

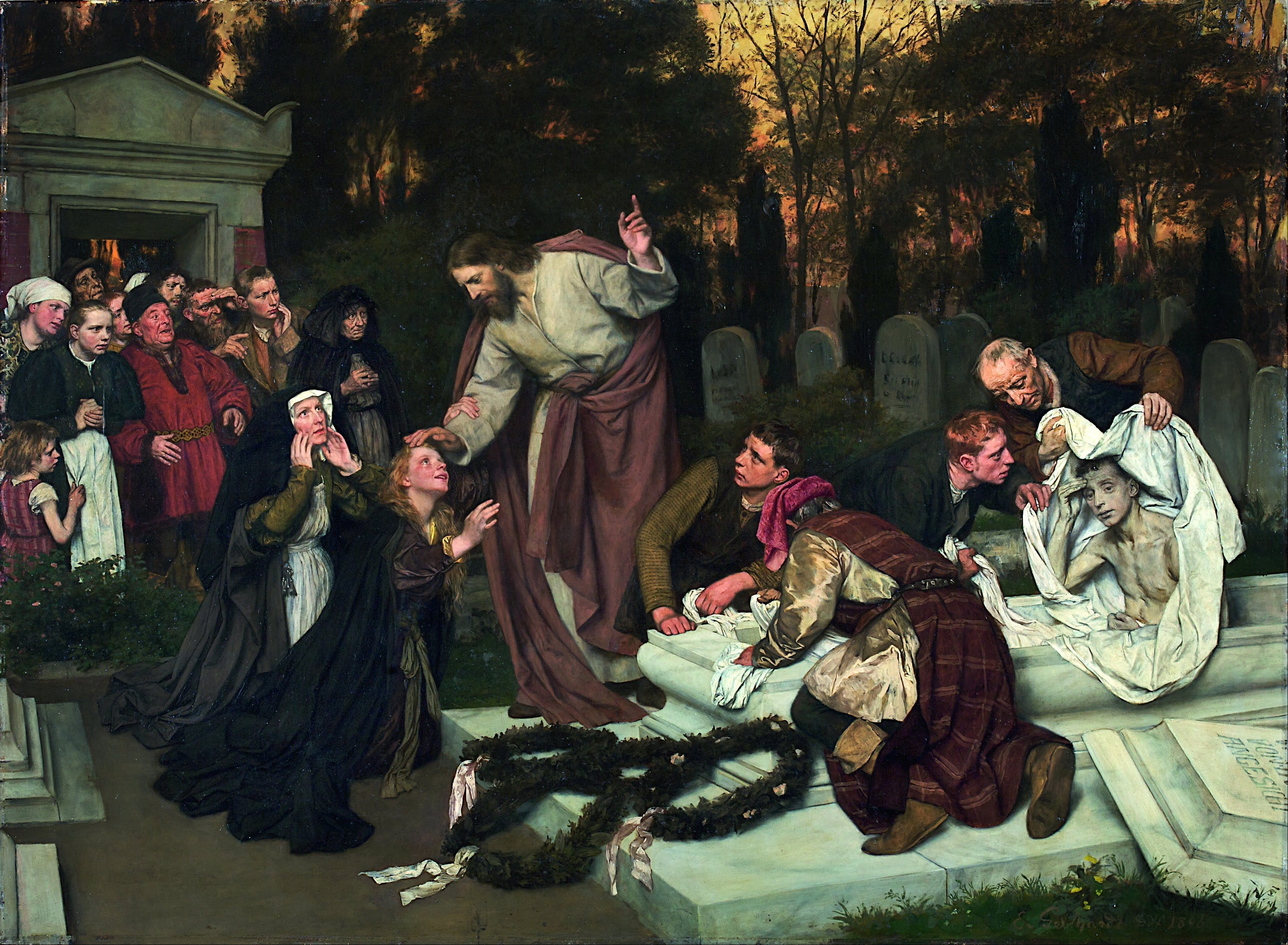
Die Auferweckung des Lazarus (1896)

Seine Werke teilen sich in religiöse Gemälde und in Darstellungen aus der Reformationszeit. Wichtige Bilder der ersten Gruppe sind:
- Jesus und die Jünger auf dem stürmischen Meer (1853, Museum Kunstpalast, Düsseldorf)
- Christi Einzug in Jerusalem (1863, Von der Heydt-Museum, Wuppertal)
- Die Auferweckung der Tochter des Jairus (1864, Kruppsche Gemäldesammlung, Villa Hügel)
- Der reiche Mann und der arme Lazarus (1865, heute im Crocker Art Museum, Sacramento)
- Christus am Kreuz (1866, Tallinner Dom, 1884 wiederholt für die Alexanderkirche (Narva)),
- Das letzte Abendmahl (1870, Berliner Nationalgalerie; Hauptwerk, in welchem die realistischen Neigung des Malers mit der Würde des religiösen Motivs als glücklich vereinigt gilt),
- Kreuzigung (1873, Hamburger Kunsthalle),
- Christus und die Jünger von Emmaus (1876),
- Himmelfahrt Christi (1881, Berliner Nationalgalerie, Hauptwerk),
- Beweinung des Leichnams Christi (1884),
- Der zwölfjahrige Christus im Tempel (1895, Museum Kunstpalast),
- Die Auferweckung des Lazarus (1896, Museum Kunstpalast),
- Jesus und die Jünger auf dem stürmischen Meer, 1902, verschollen.

Von seinen Bildern über Themen aus der Reformationszeit sind zu nennen: Religionsgespräch, Der Reformator bei der Arbeit, Deutsche Hausfrau, Die Klosterschüler (1882).
Weitere wesentliche Werke sind etwa die Ausmalung des Laienrefektoriums des Klosters Loccum bei Wunstorf von 1884 bis 1891, etwa die Wandbilder Heilung der Gichtbrüchigen und Hochzeit zu Kana sowie die nur in Fragmenten erhaltene Ausmalung der Düsseldorfer Friedenskirche von 1899 bis 1907. Kronprinz Friedrich Wilhelm, Protektor der Deutschnationalen Kunstausstellung im Kunstpalast, war zur Einweihung der Wandgemälde in der Kirche am 11. Mai 1907 anwesend. 1910 erhielt Gebhardt den Auftrag zu dem Wandbild in der Kapelle des Nordfriedhofs Düsseldorf. Wandgemälde in der 1912/13 im Inneren umgestalteten Petrikirche (Mülheim) sind nicht erhalten.

## Familie
Im Sommer 1872 gab Gebhardt der jungen Düsseldorferin Klara Jungnick (* 31. März 1851; † 6. November 1897) das Eheversprechen und heiratete sie am 24. September 1872. Die Kinder aus dieser Ehe waren:
- Wilhelmine Bertha Emma, genannt Minna von Gebhardt (* 4. September 1873; † 1939)[16]
- Wilhelm Gregor Ferdinand Eduard von Gebhardt (* 23. Januar 1876; † 8. Oktober 1909 in Breslau), Königlich Preußischer Regierungs-Assessor. Dessen Sohn war der Kaufmann und Politiker Anno von Gebhardt.
- Elisabeth Paula Lina, genannt Betti von Gebhardt (* 18. Oktober 1877; † 8. Mai 1911 in Bonn). Sie heiratete den Oberregierungsrat Max von Walther (1858–1921). Deren Sohn war der Diplomat Gebhardt von Walther.

## Literatur

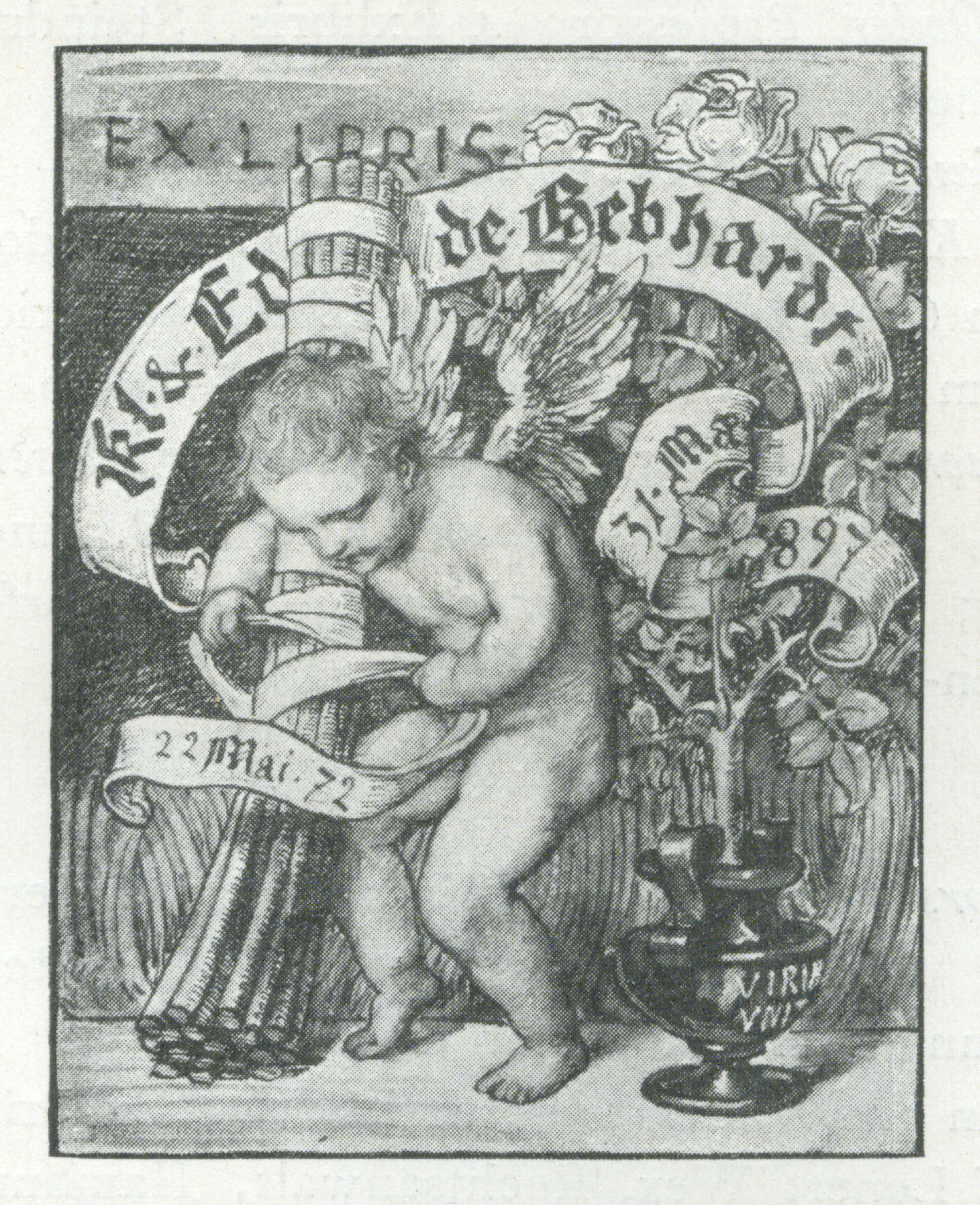
Exlibris für Klara und Eduard von Gebhardt

## Schüler (Auswahl)
- Otto Boyer
- Wilhelm Döringer
- Wilhelm Eckstein
- Bruno Ehrich
- Aloys Fellmann
- Anton Hackenbroich
- Franzjosef Klemm
- Ants Laikmaa
- Heinrich Nüttgens
- Ernst Christian Pfannschmidt
- Anton Räderscheidt[17]
- Kristjan Raud
- Paul Raud
- Heinrich Rüter
- Sophie von Scheve
- Carl Schmitz-Pleis
- Max Schulze-Sölde
- Friedrich Schüz
- Karl Sondermann
- Wilhelm Techmeier
- Walther Tecklenborg